# Koraku-en

Kōraku-en (後楽園, Kōrakuen) je japonski vrt v Okajami v prefekturi Okajama. Je eden od treh velikih japonskih vrtov, skupaj s Kenroku-en v Kanazavi, prefektura Išikava in Kairaku-en v Mito, prefektura Ibaraki. Koraku-en je leta 1700 zgradil Ikeda Cunamasa, gospodar Okajame. Vrt je svojo moderno obliko dobil leta 1863.

## Zgodovina
Leta 1687 je daimjo Ikeda Cunamasa naročil Cudi Nagatadi, naj začne z gradnjo vrta. Dokončan je bil leta 1700 in je ohranil svoj prvotni videz do danes, razen nekaj sprememb, ki so jih naredili različni daimjo. Vrt se je prvotno imenoval Kōen (»poznejši vrt«), ker je bil zgrajen po gradu Okajama. Ker pa je bil vrt zgrajen v duhu sen-ju-koraku (»žaluj prej kot drugi, uživaj pozneje kot drugi«), so leta 1871 spremenili ime v Kōraku-en.
Koraku-en je eden redkih vrtov daimjo v provincah, kjer je mogoče opaziti zgodovinske spremembe, zahvaljujoč številnim slikam iz obdobja Edo ter zapisom in dokumentom družine Ikeda, ki so ostali za njimi. Vrt je bil uporabljen kot prostor za zabavo pomembnih gostov in tudi kot nekakšno zdravilišče za daimjoje, čeprav so ga običajni ljudje lahko obiskali ob določenih dnevih.
Leta 1884 je bilo lastništvo preneseno na prefekturo Okajama in vrt je bil odprt za javnost. Vrt je utrpel veliko škodo med poplavami leta 1934 in bombardiranjem leta 1945 med drugo svetovno vojno. Restavriran je bil na podlagi slik in diagramov iz obdobja Edo. Leta 1952 je bil Kōraku-en označen kot »posebna slikovita lokacija« v skladu z zakonom o varstvu kulturnih dobrin in se upravlja kot zgodovinska kulturna dobrina, ki bo predana prihodnjim generacijam.

## Značilnosti vrta
Vrt leži na severnem bregu reke Asahi na otoku med reko in razvitim delom mesta. Vrt je zasnovan v slogu Kaiju (»slikovita promenada«), ki obiskovalcu ponuja nov pogled na vsakem ovinku poti, ki povezuje travnike, ribnike, hribe, čajnice in potoke.
Vrt obsega skupno površino približno 133.000 kvadratnih metrov, s travnato površino približno 18.500 kvadratnih metrov. Dolžina potoka, ki teče skozi vrt, je 640 metrov. Ima osrednji ribnik, imenovan Sava-no-ike (Močvirni ribnik), ki vsebuje tri otoke, ki naj bi posnemali pokrajino okoli jezera Biva blizu Kjota.

### Podrobnosti
- Enjō-tei: V tej prvi stavbi na vrtu je princ zabaval svoje goste. Ponuja najlepši pogled na osrednji ribnik, Sava-no-ike. Sedanja stavba je bila leta 1960 obnovljena po starih načrtih.
- Pred Enjō-tei je Kakumei-kan, sprva preprosto imenovan hiroma (dvorana), sprejemna soba za goste. Sedanja stavba je bila sem prestavljena iz mesta Ivakuni (prefektura Jamaguči) leta 1949.
- Za Enjō-tei je klasična stopnja Noh, ki jo lahko vidite nasproti Eišō-suminagaši-no-ma.
- Osrednji ribnik, Sava-no-ike, je zasnovan tako, da spominja na pokrajino jezera Biva.
- Poleg skupine zgoraj opisanih hiš je majhen, globoko vrezan ribnik Kajō-no-ike, kjer poleti cvetijo lotosovi cvetovi. Za njim je velik kamen (Ō-date-iši) 7 m visok in 20 m v obsegu, ki je bil sem prepeljan iz Notranjega morja Seto – razbit na 93 delov. Tej zasedbi pripada tudi čajnica Mošō-an.
- Z gore Juišin je čudovit razgled na vrt.
- Rjūten je odprt paviljon nad potokom, ki teče skozi vrt. Tam se lahko usedete na klopce vzporedno s potokom in pustite noge bingljati. V preteklosti so uživali v Kjokusui-no-en: morali so napisati kratko pesem, preden je skleda sakeja, postavljena zgoraj, začela plavati.
- V bližini Rjūtena je cikcak most (jacuhaši), na obeh straneh katerega poleti cvetijo perunike.
- Na jugovzhodnem koncu vrta, pred prehodom v sodobni rastlinjak, je Časo-dō, čajnica s kipi velikih mojstrov čaja Eisai in Sen no Rikjū.
- Iz slamnatega paviljona Kanki-tei je princ lahko opazoval jahanje svojih ljudi na stezi.
- V vrtu so tudi skupine sliv, češenj, javorjev in borovcev, kletka z žerjavi in drugi manjši objekti.

## Letni dogodki
- 1. januar: novoletna prireditev s koto glasbo.
- Sredina februarja: Sežig stare trave.
- Tretja nedelja v maju: nabiranje čaja.
- Prva nedelja v juliju: sajenje riža.
- 20. julij: Razmišljanje o lotosu.
- Septembra: pogled na jesensko luno (po luninem koledarju 15. avgusta).
- Konec oktobra: razstava krizantem.

## Galerija
- Kjokusui (曲水)
- Hiša Enjo-tei
- Pogled iz hriba Juišinzan
- Mino-šima
- Koraku-en park, slika Kavase Hasui, 1934